# Diplotaxis berthautii
Diplotaxis berthautii är en korsblommig växtart som beskrevs av Braun-blanq. och René Charles Maire. Diplotaxis berthautii ingår i släktet mursenaper, och familjen korsblommiga växter. Inga underarter finns listade i Catalogue of Life.